# Genghis Khan II: Clan of the Gray Wolf
Genghis Khan II: Clan of the Gray Wolf (蒼き狼と白き牝鹿・元朝秘史, Aoki Ookami to Shiroki Mejika: Genchou Hishi) est un jeu vidéo de stratégie développé et édité par Koei en 1992 sur PC-98. Il a été adapté en 1993 sur DOS, Mega-CD, Mega Drive, NES, PC Engine et Super Nintendo. Il prend pour cadre les conquêtes mongoles du XIIe siècle ; le joueur peut entre autres incarner l'empereur Gengis Khan.
Il s'agit de la suite de Genghis Khan.